# Người cha thân thiện
"Người cha thân thiện" là một bài hát nhạc pop tuyên truyền ca tụng nhà lãnh đạo Triều Tiên Kim Jong-un. Bài hát được hợp soạn bởi An Pun-hui và Jong Chun-il. Bài hát ra mắt vào ngày 16 tháng 4 năm 2024, tại buổi lễ khánh thành các căn hộ mới ở thủ đô Bình Nhưỡng.
"Người cha thân thiện" nhận được nhiều chú ý của giới truyền thông bên ngoài Triều Tiên do được yêu thích trên các nền tảng mạng xã hội như TikTok, có hàng trăm người dùng đã đăng tải video họ thưởng thức hay nhảy múa theo bài hát ngay sau khi phát hành.

## Phát hành
"Người cha thân thiện" ra mắt vào ngày 16 tháng 4 năm 2024, do Kim Ryu-kyong thể hiện tại buổi lễ khánh thành 10.000 căn hộ mới ở quận Hwasong, Bình Nhưỡng. Những buổi lễ như thế này phổ biến ở Triều Tiên và được phát sóng trên các phương tiện truyền thông nhà nước để quảng bá cho Đảng Lao động Triều Tiên. MV "Người cha thân thiện" được phát hành vào ngày hôm sau và phát trên Đài Truyền hình Trung ương Triều Tiên do nhà nước quản lý.

## Nội dung

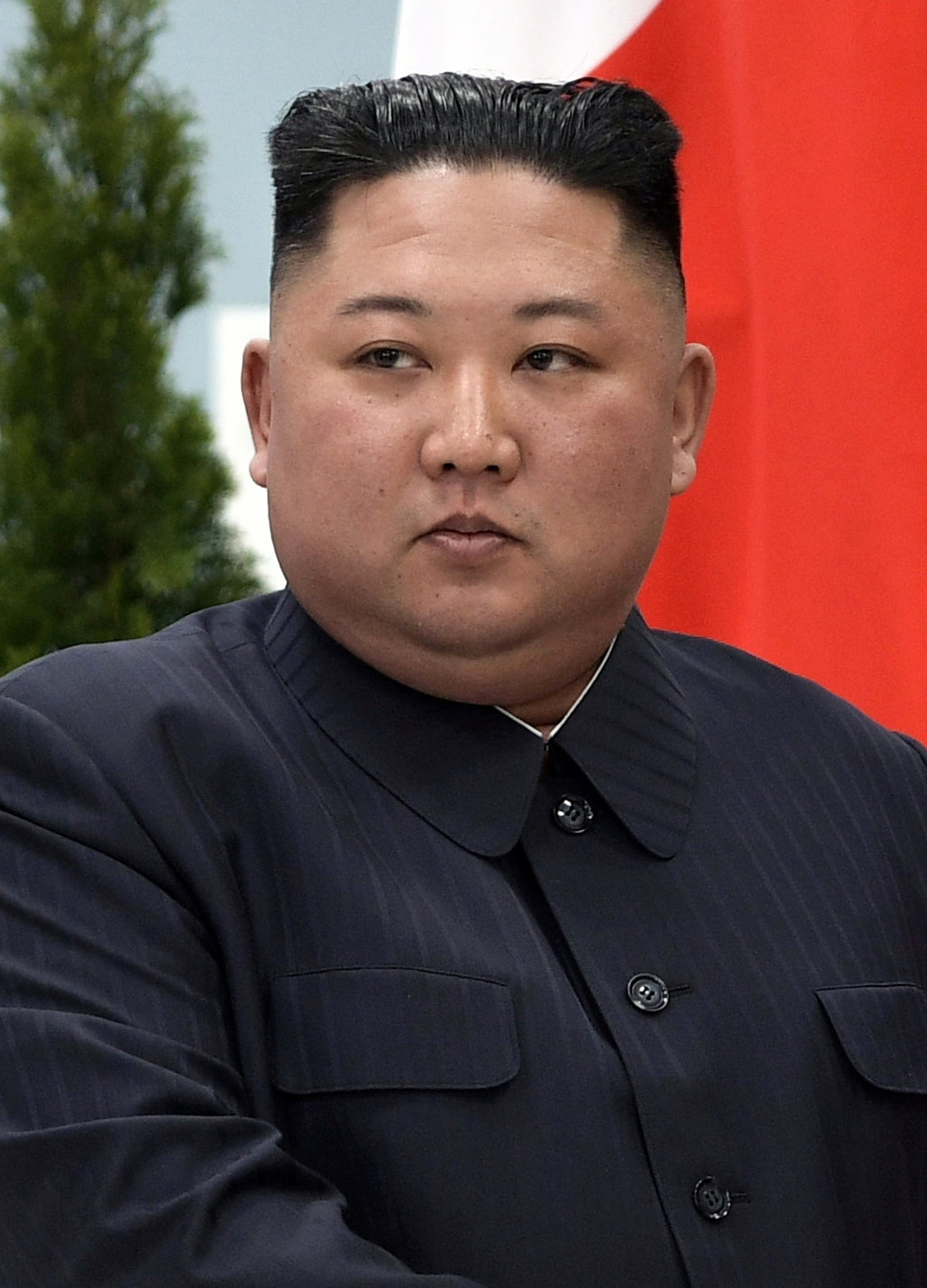
Nhà lãnh đạo Triều Tiên Kim Jong-un năm 2019

"Người cha thân thiện" được cho là bài hát có giai điệu "phấn chấn" và "hấp dẫn". Peter Moody, một nhà phân tích về Triều Tiên và giáo sư thỉnh giảng tại Đại học Cao Ly, đã so sánh tiết tấu của bài hát với nhóm nhạc Thụy Điển ABBA, chỉ ra việc dùng chung "nhiều bố cục các chuỗi âm thanh của dàn nhạc". Việc so sánh này được nhắc lại bởi một số người dùng trên mạng xã hội TikTok, nơi bài hát đã lan truyền. Phóng viên Frances Mao của BBC cho biết bài hát thuộc thể loại "synthy-electropop".
Phần nhạc bài hát do Jong Chun-il biên soạn. Phần lời "Người cha thân thiện" do An Pun-hui viết với nội dung ca tụng vị lãnh đạo tối cao Triều Tiên Kim Jong-un là "nhà lãnh đạo đáng kính và tình cảm". Phần điệp khúc khích lệ thính giả hãy "hãnh diện về Kim Jong-un, một người cha thân thiện".

## Đón nhận

### Triều Tiên
Trên trang nhất của ấn bản ngày 20 tháng 4 năm 2024, tờ báo Rodong Sinmun đã xuất bản một bài xã luận có nội dung: "Người cha thân thiện đã gây bão phản ứng [...] và làm ấm con tim của hàng triệu nhân dân trên đất nước".
Tờ Daily NK có tòa soạn tại Seoul đã đưa tin về những phản ứng tiêu cực của người dân tỉnh Bắc Hamgyong, họ so sánh cuộc sống của họ với lời bài hát. Bắc Hamgyong là tỉnh kém phát triển nhất của Triều Tiên.

### Hàn Quốc
Ủy ban Tiêu chuẩn Truyền thông Hàn Quốc đã chặn MV "Người cha thân thiện" theo yêu cầu của Cơ quan Tình báo Trung ương. Ủy ban còn ngăn chặn 29 phiên bản khác của video. Chính phủ Hàn Quốc thì coi video này vi phạm Điều 447 của Luật Mạng Thông tin và Truyền thông, cấm "phát tán thông tin trái phép", bao gồm nội dung do chính phủ Triều Tiên tạo ra nằm ngoài vòng pháp luật của Đạo luật An ninh Quốc gia. Tuyên bố chính thức của ủy ban về việc chặn video có đoạn viết: "Video mang nội dung điển hình liên quan đến chiến tranh tâm lý chống lại Hàn Quốc, vì bài hát được phát trên một kênh hoạt động kết nối với thế giới bên ngoài và thường xoay quanh vào việc thần tượng hóa và ca tụng Kim [Jong-un]."

### Ngoài Triều Tiên
"Người cha thân thiện" gây sốt trên mạng xã hội bên ngoài Triều Tiên, đặc biệt là TikTok. Trong hai tuần sau khi bài hát được phát hành, hàng trăm video đăng tải lên TikTok quay cảnh người dùng thưởng thức hay nhảy múa theo bài hát.
Một số nhà phân tích đã mô tả sự đón nhận bài hát trên TikTok là sự pha trộn giữa vui thích và chế nhạo hài hước. Emma Briant, một chuyên gia người Anh về chiến tranh tuyên truyền và thông tin, phân tích rằng mặc dù chính phủ Triều Tiên có thể không kỳ vọng bài hát sẽ lan truyền trên mạng xã hội, nhưng họ "không ngây ngô về việc khán giả phương Tây sẽ phản ứng ra sao". Briant phân tích thêm rằng "[bài hát] có ý định nhằm mục đích phân phối đại chúng", nhưng cũng nhận định "Triều Tiên không nhất thiết phải giới thiệu bài hát này ra khắp thế giới với kỳ vọng nó sẽ được nhìn nhận nghiêm túc", cho rằng bài hát có thể "được tạo ra với mục đích hóm hỉnh".